# Bupleurum sintenisii
Bupleurum sintenisii là một loài thực vật có hoa trong họ Hoa tán. Loài này được Asch. & Urb. ex Huter mô tả khoa học đầu tiên năm 1905.